# تامی آلدریج
 تامی آلدریج (انگلیسی: Tommy Aldridge؛ زادهٔ ۱۵ اوت ۱۹۵۰) یک موسیقی‌دان اهل ایالات متحده آمریکا است. وی از سال ۱۹۷۰ میلادی تاکنون مشغول فعالیت بوده‌است.